# السبورو
السبورو (به انگلیسی: Ellesborough) یک روستا و محله مدنی در بریتانیا است که در ویکام واقع شده‌است. السبورو ۸۱۱ نفر جمعیت دارد.